# Lecanora flavoleprosa
Lecanora flavoleprosa är en lavart som beskrevs av Tor Tønsberg. Lecanora flavoleprosa ingår i släktet Lecanora, och familjen Lecanoraceae. Arten är reproducerande i Sverige.